# Bahnhof Roodeschool
Der Bahnhof Roodeschool ist ein Bahnhof im niederländischen Ort Roodeschool in der Provinz Groningen.

## Geschichte
Der Bahnhof liegt an der Bahnstrecke Sauwerd–Roodeschool, die 1893 von der Groninger Locaalspoorweg-Maatschappij eröffnet wurde.
Bei der Eröffnung des Bahnhofs gab es ein richtiges Bahnhofgebäude. Dieses wurde aber 1973 abgerissen und durch ein einfaches Häuschen ersetzt.
Um die Bahnstrecke nach Eemshaven weiterzuführen zu können, musste die Station Roodeschool verlegt werden.
Am 8. Januar 2018 erfolgte die Inbetriebnahme des neuen Bahnsteigs am westlichen Ortsrand für den Personenverkehr. Am 15. Januar erfolgte die offizielle Einweihung durch die Gemeinde Eemsmond.

## Streckenverbindungen

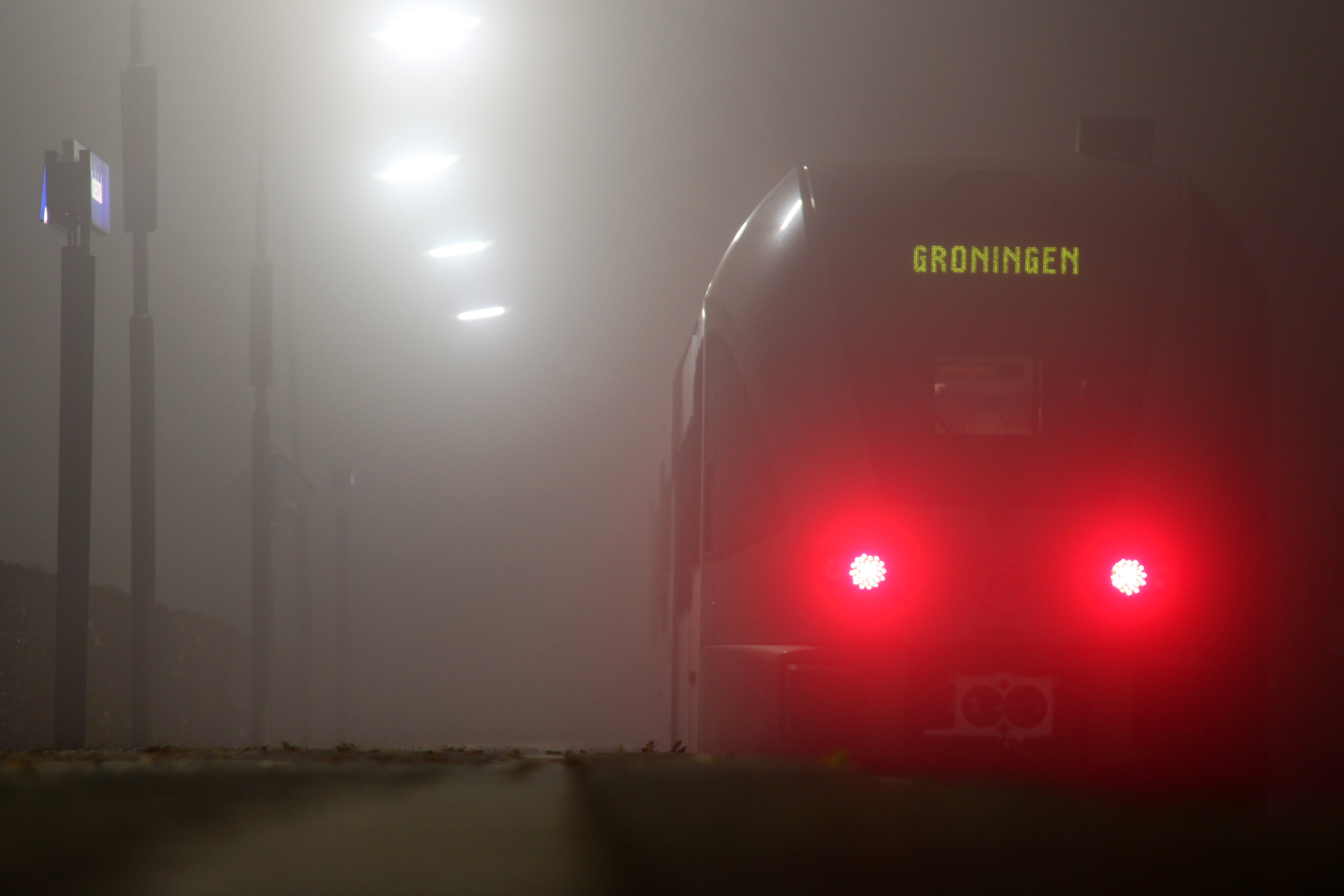
Ein Spurt-Zug im Abendlicht in Anfahrt auf Roodeschool.

Im Jahresfahrplan 2022 halten folgende Linien am Bahnhof Roodeschool:
| Zugtyp             | Linienverlauf                         | Frequenz                                    |
| ------------------ | ------------------------------------- | ------------------------------------------- |
| Stoptrein (Arriva) | Groningen – Roodeschool (– Eemshaven) | halbstündlich (2–4× täglich nach Eemshaven) |